# Іспанська і Португальська митрополія
Іспанська і Португальська митрополія (Митрополія Іспанії і Португалії; грец. Μητρόπολη Ισπανίας και Πορτογαλίας, ісп. Santa Metrópolis de España y Portuga) — єпархія Константинопольської православної церкви з центром у Мадриді, що охоплює Іспанію і Португалію. Більшість священиків та вірян єпархії — православні українці.
Єпархіальний центр — Мадрид. Кафедральний собор — Андріївський собор.
Правлячий архієрей — митрополит Віссаріон (Комзіас) (з 25 січня 2021 року).

## Історія
У 1949 році було офіційно створено першу грецьку парафію. Через відсутність храму богослужіння відбувалися на приватній квартирі. Парафія складалася з греків і слов'ян. Загальна чисельність греків в Іспанії та Португалії завжди залишалася невисокою через відсутність грецької еміграції в ці країни.
З 1920-х років Іспанія і Португалія входили в юрисдикцію Фіатирської і Великобританської архієпископії, а потім — до Галльської митрополії. У 1970 році була придбана ділянка в Мадриді, а в 1970-1973 роках споруджено Андріївський собор. Велику роль у його будівництві зіграв протоієрей Димитрій Ціампарліс, який з 1967 року очолював грецьку громаду іспанської столиці.
У 2003 році на території Іспанії і Португалії була створена окрема Іспанська і Португальська митрополія. За словами першого її глави митрополита Епіфанія (Періаласа), створення митрополії втілило в собі «мудре рішення нашої Константинопольської Патріархії» і було дійсно необхідно: на порядок денний наполегливо «просилося» питання про пастирську опіку зростаючої православної еміграції, головним чином з Румунії і України. Крім того, треба було хоча б частково полегшити роботу керівника Галльської митрополії у Франції, для якого регулярні візити до Іспанії були складними. Крім того, з урахуванням «зростаючого потоку українських уніатів, треба було продемонструвати реальну присутність Православ'я на Піренейському півострові».
І дійсно, митрополія дуже швидко розрослася за рахунок української еміграції — у 2019 вже було близько 70 парафій. Наразі абсолютну більшість священиків та парафіян митрополії складають православні українці.

## Сучасне становище
Митрополія була офіційно визнана державою Іспанія. Звершені таїнства: хрещення, вінчання, відспівування — офіційно реєструються.
У 2019 році митрополія налічувала 49 парафій в Іспанії та 20 парафій у Португалії, багато із яких є українськими громадами. В Іспанії звершують служіння 28 кліриків (із яких 14 — українці, 8 — іспанці), а в Португалії та Ґалісії — 16 (13 із яких, включно з вікарієм регіону, є українцями, а 3 — португальцями чи іспанцями).

## Митрополити
- Епіфаній (Періалас) (4 травня 2003 — 30 квітня 2007)
- Полікарп (Ставропулос) (6 травня 2007 - 14 січня 2021)
- Віссаріон (Комзіас) (з 25 січня 2021)